# Menidia menidia
Menidia menidia és una espècie de peix teleosti de l'ordre dels ateriniformes. És un dels més peixos comuns de les costes orientals dels Estats Units. És subjecte d'estudis a causa de la seva sensibilitat a canvis ambientals, tant que fixa el seu sexe per canvis en la temperatura de l'entorn.
Ateny una llargada de prop de 15 cm. És majorment argentat i blanc. Menja minúsculs animals i plantes, entre ells: crustaci, algues, anèl·lids, gambeta, zooplancton, maxil·lòpdes , amfípodes, calamar.
És molt predat pel llobarro estriat (Morone saxatilis), l'anjova (Pomatomus saltatrix) i moltes espècies d'aus de costa.
Els factors abiòtics necessaris per a la seva supervivència són aigua, oxigen, i temperatura adequada (prop de 21 °C).
Habita fins a pocs metres de profunditat. També es troba en rius i rierols que desemboquen en el mar, nedant entre vegetals. Durant l'hivern, baixa a més profunditat (però no gaire) per evitar baixes temperatures. A l'estiu, es troba prop de les costes en aigües no masprofundes que pocs decímetres.
La seva defensa és ocultar-se en la vegetació. Són veloços nedadors i la seva coloració plata ho dissimula a altes velocitats.